# Самодаєва Людмила Євгенівна
Людми́ла Євге́нівна Самода́єва (* 1951) — українська композиторка та піаністка.

## Життєпис
Народилась 1951 року в місті Уссурійську (Росія). 1970-го закінчила Волгоградське училище мистецтв — за класом фортепіано Г. Гільової (диплом із відзнакою). Продовжила музичну освіту в Одеській державній консерваторії ім. А. В. Нежданової як піаністка — під керівництвом професорки Л. Гінзбург; та як композиторка — у класі професора О. Красотова (1971—1976 та 1982—1985 роки; обидва дипломи з відзнакою).
Протягом 1972—1975 років працювала концертмайстринею Оперної студії Одеської державної консерваторії, у 1976-1977-х — солісткою Волгоградської обласної філармонії. У 1978-1985-х — концертмайстриня Одеського театру опери та балету; протягом 1982—1985 років викладала композицію у одеській Школі мистецтв № 1, у 1986-1994-х — в одеській музичній школі № 1.
У 1990—1995 роках — викладачка Одеської державної консерваторії (асистентка професорки Л. Гінзбург). З 1995-го — на творчій роботі; з 1996 по 2001 рік — піаністка ансамблю сучасної музики «Фрески».
Серед творів: камерні опери, оркестральна, інструментальна, вокальна та театральна музика. Роботи було представлено на фестивалях «Київ Музик Фест» (1995, 1997), «Два дні й дві ночі нової музики» (1996—2002), «Musica Humana», «Від бароко до аванґарду» (Запоріжжя, 2000, 2001) й на численних міжнародних фестивалях — у Бельгії, Мексиці, Німеччині, Росії, Фінляндії, Франції.
Входить до складу Національної Спілки композиторів України та Національної Спілки театральних діячів.
Лауреатка Всеукраїнської музично-театральної премії ім. Лео Вітошинського (1998) та премії М. Вериківського (2003).